# Серпецкий уезд
Серпецкий уезд — административная единица в составе Плоцкой губернии Российской империи, существовавшая c 1837 года по 1919 год. Административный центр — город Серпец.

## История
Уезд образован в 1837 году в составе Плоцкой губернии. В 1919 году преобразован в Серпецкий повят Варшавского воеводства Польши.

## Население
По переписи 1897 года население уезда составляло 68 436 человек, в том числе в городе Серпец — 8634 жит.

### Национальный состав
Национальный состав по переписи 1897 года:
- поляки — 56 739 чел. (82,9 %),
- евреи — 7943 чел. (11,6 %),
- немцы — 2534 чел. (3,7 %),
- русские — 846 чел. (1,2 %),

## Административное деление
В 1913 году в состав уезда входило 12 гмин: 
| - Борково — с. Вокуни-Мале, - Бежунь — с. Бежунь, - Бялышево — с. Голешин, - Грандзаново — с. Сементково-Козебродское, - Гутково — с. Унецк, - Журомин — пос. Журомин, | - Козеброды — с. Козеброды, - Косемин — с. Косемин, - Лисево — с. Лисево-Вельке, - Рационж — пос. Рационж, - Росцишево — с. Росцишево, - Ставишин — с. Ставишин-Звалево, |